# Wojna i pokój (serial telewizyjny 2007)
Wojna i pokój (ang. War and Peace) – czteroodcinkowy miniserial telewizyjny zrealizowany na podstawie powieści Lwa Tołstoja. Film został wyprodukowany przez brytyjską telewizję BBC, niemiecką telewizję ZDF, francuską telewizję France2, włoską telewizję RAI, rosyjską telewizję Rossija, hiszpańską telewizję TVE i polską telewizję Polsat, która również otrzymała prawa emisji na terenie Węgier, Litwy, Łotwy i Estonii.

## O serialu
Decyzja o podjęciu jego realizacji zapadła we włoskiej firmie Lux Vide (u producenta wiodącego) w listopadzie 2006 roku, wtedy także zaproszono do współpracy wybitnego amerykańskiego reżysera pochodzenia rumuńskiego Roberta Dornhelma. Wkrótce rozpoczęto castingi we Włoszech, Francji, Niemczech oraz w Wielkiej Brytanii. Początkowo miała to być czteroodcinkowa miniseria (4 x 90 min.) emitowana tylko w wyżej wymienionych państwach, toteż tylko one były producentami. W styczniu 2007 roku do grona koproducentów dołączyli Rosjanie, a niebawem koproducentem stała się także Hiszpania. Na początku kwietnia 2007 roku dwaj polscy producenci wykonawczy: Krzysztof Grabowski (producent filmowy) i Sławomir Jóźwik, otrzymawszy od Lux Vide (włoskiego inicjatora projektu) zaproszenie do współpracy, złożyli ofertę koprodukcji Telewizji Polsat. Propozycja została przyjęta i Polsat stał się siódmym i ostatnim koproducentem miniserii. Ważnym polskim akcentem w realizacji projektu stało się powierzenie kompozycji i nagrania muzyki do miniserii wybitnemu polskiemu twórcy nagrodzonemu Oscarem Janowi A.P Kaczmarkowi. Zdjęcia do miniserii rozpoczęto w połowie grudnia 2007, a zakończono wiosną 2008. Film kręcono w Rosji w Petersburgu oraz Moskwie, na Litwie w Wilnie i w wielu posiadłościach ziemskich z XIX wieku. Światowa premiera odbyła się 10 lipca 2007 roku na Festiwalu Filmowym w Rzymie. Film został nagrodzony owacjami na stojąco. Jako pierwsza serial wyemitowała francuska telewizja France2, następnie brytyjska BBC, włoska Rai oraz niemiecka ZDF. Polska premiera miała miejsce 25 grudnia 2007 w telewizji Polsat (liczył on 4 odcinki), oraz 17 grudnia 2018 w TV Toruń (liczył on 10 odcinków, emisja 17, 18, 19, 20, 21, 27, 28 grudnia 2018, 2, 3, 4 stycznia 2019, godz. 17:45/17:50). Serial został także wydany na płytach DVD i Video w Hiszpanii i Rosji (Rosja zrezygnowała z emisji serialu w telewizji na rzecz wydania DVD i Video).
Budżet serialu wyniósł ponad 26 mln euro.

## Obsada
- Alexander Beyer: Pierre Bezuchow
- Alessio Boni: książę Andrzej Bołkoński
- Clémence Poésy: Natasza Rostowa
- Malcolm McDowell: książę Mikołaj Bołkoński
- Brenda Blethyn: Maria Dmitrijewna
- Andrea Giordana: Hrabia Rostow
- Ana Caterina Morariu: Sonia
- Violante Placido: Helena Kuragina
- Toni Bertorelli: Wasilij Kuragin
- Hannelore Elsner: Hrabina Rostowa
- Benjamin Sadler: Dołochow
- Pilar Abella: mademoiselle Bourienne
- Ken Duken: Anatol Kuragin
- Hary Prinz: Denisow
- Władimir Iljin: generał Michaił Kutuzow
- Wenanty Nosul: Gerasim
- Lech Dyblik: Tichon
- Dmitrij Isajew: Mikołaj
- Walentina Cerwi: Maria Bołkońska
- Igor Kostolewski: car Aleksander I
- Scali Delpeyrat: Napoleon
- Élodie Frenck: Księżna Liza Bołkońska
- Frédéric Gorny: Ramballe

## Anachronizmy
Serial charakteryzuje się przypuszczalnie niezamierzonymi anachronizmami - w doborze rekwizytów (np. wielokrotnie ukazywaniem lamp naftowych na około 40 lat przed ich skonstruowaniem przez Ignacego Łukasiewicza w 1853 oraz przed opracowaniem metody destylacji nafty (Ignacy Łukasiewicz, Jan Zeh w 1852/1853) - w czasie, gdy akcja filmu toczy się epoce napoleońskiej) oraz wykorzystaniem muzyki Fryderyka Chopina (utwór Fryderyka Chopina jest wykonywany na fortepianie przez aktorkę w czasie, gdy kompozytor jeszcze się nie narodził).